# Cascada Nasolea Mică
Cascada Nasolea Mică este o cascadă situată pe cursul râului Uz din România.
Cascada se găsește în defileul mijlociu al Uzului, situat între rama nordică a  Munților Nemira și Munții Ciucului, pe porțiunea dintre satul Valea Uzului și lacul Poiana Uzului, în apropierea intrării dinspre aval, în defileu, la mai puțin de 1 km de coada lacului.
Căderea de apă este modelată în gresiile dure ale flișului extern. În apropierea cascadelor Nasolea Mare și Nasolea Mică valea râului se îngustează, pentru a căpăta un profil de pantă de 7,2 m/km.